# Kosmas o Aitolos
Kosmas o Aitolos  este un oraș în Grecia în prefectura Grevena.